# السلطة التنفيذية (الأردن)

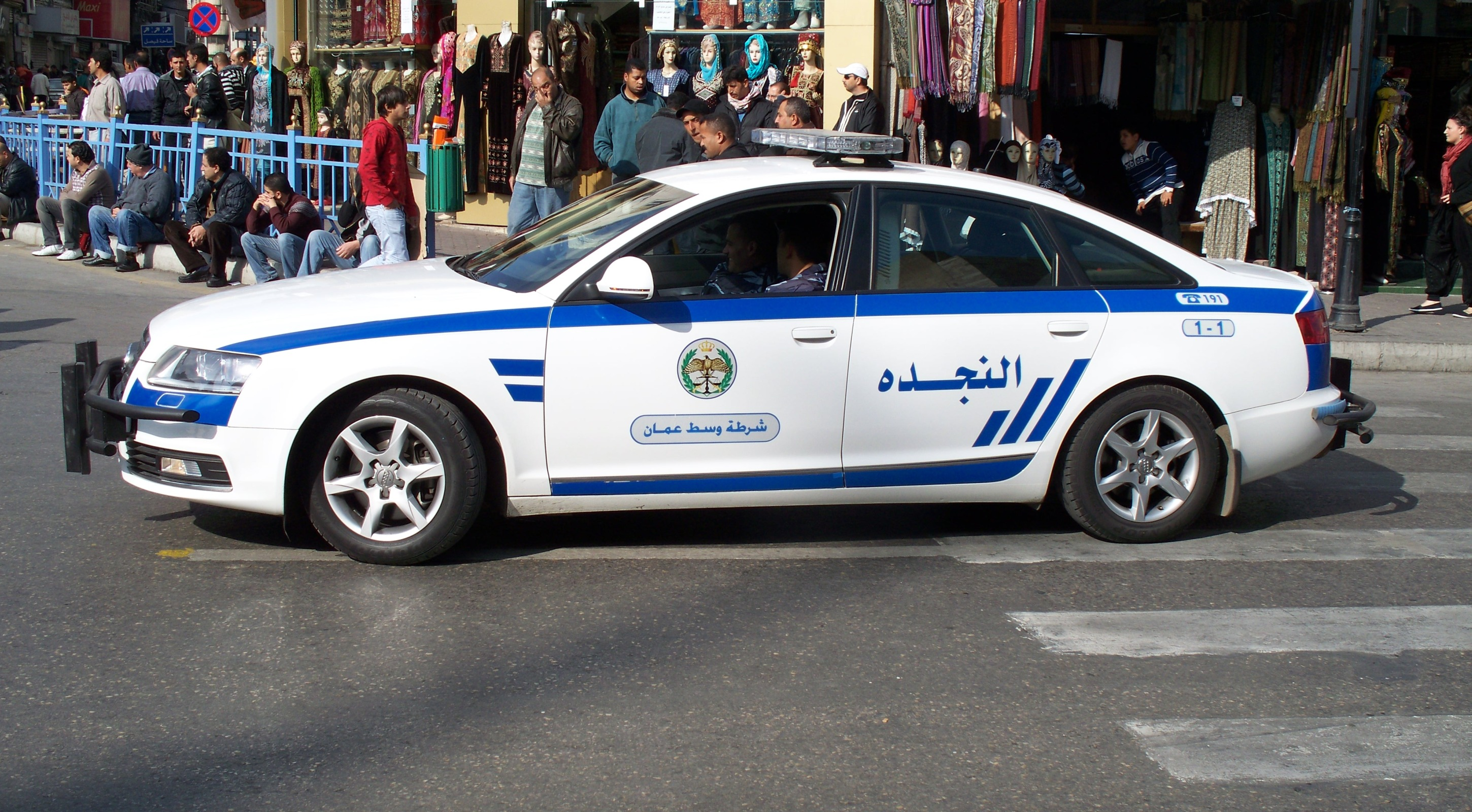
سيارة شرطة في وسط البلد عمان

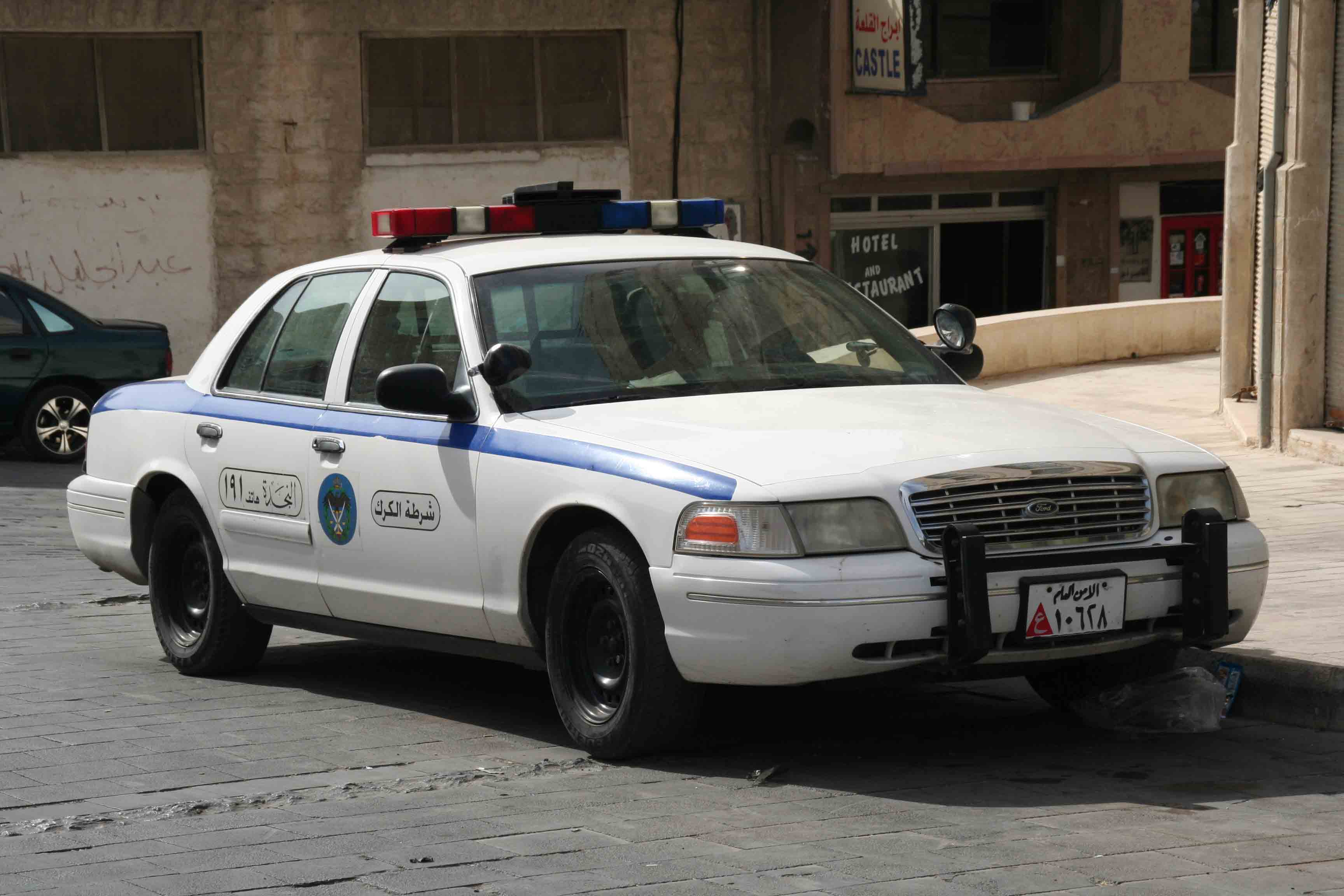
سيارة شرطة في الكرك

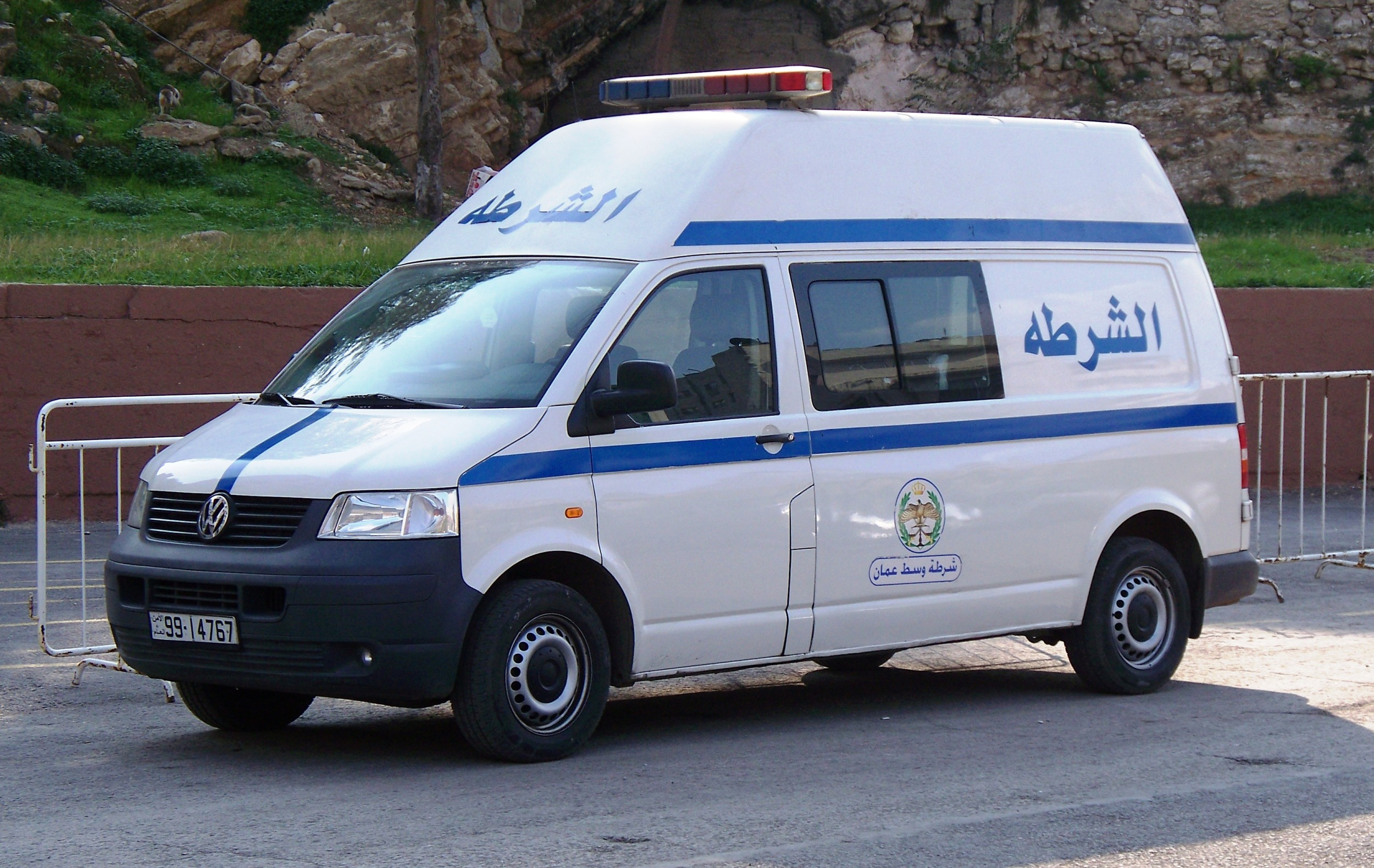
باص شرطة في محافظة العاصمة

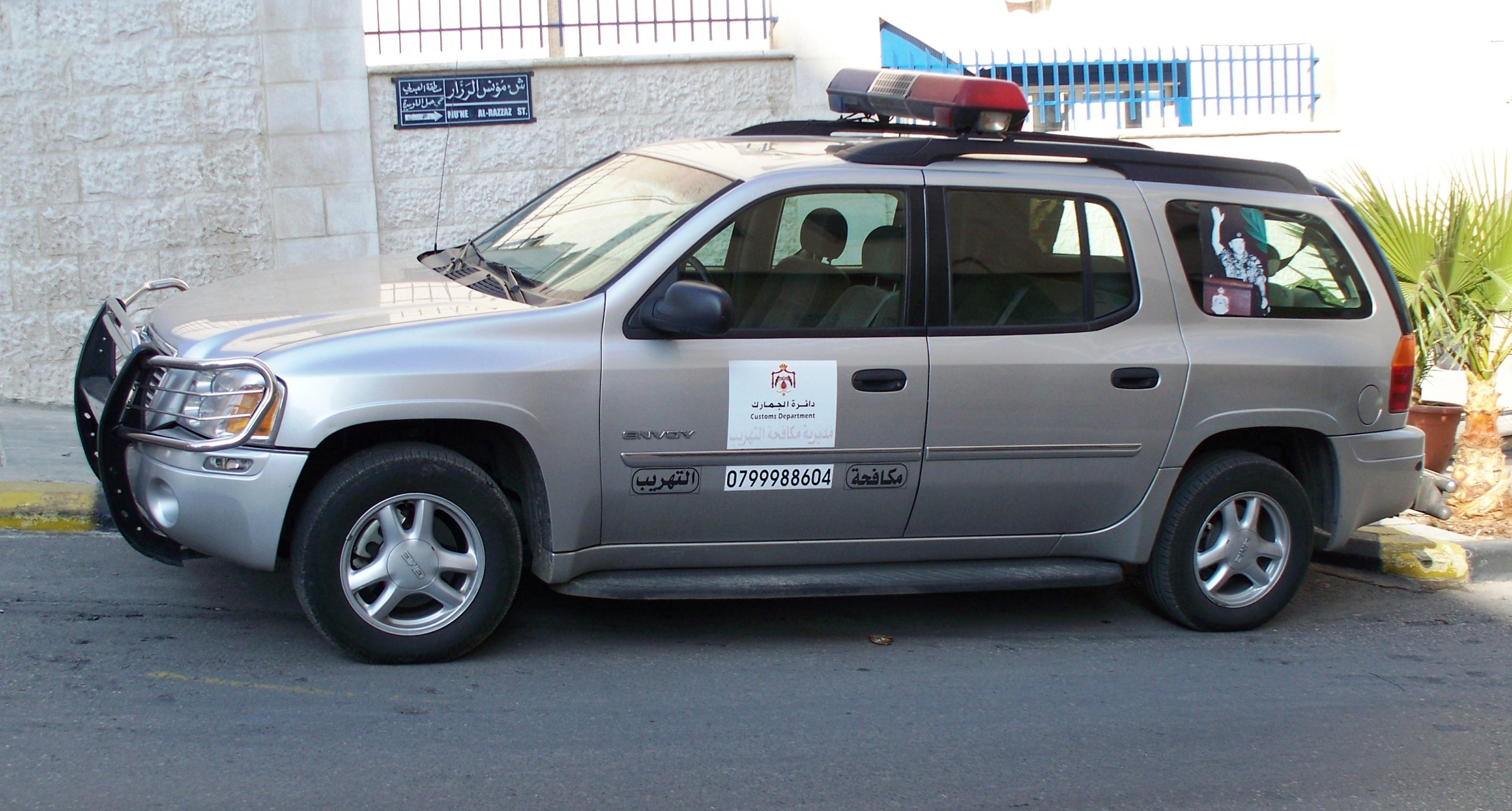
مركبة تابعة للجمارك

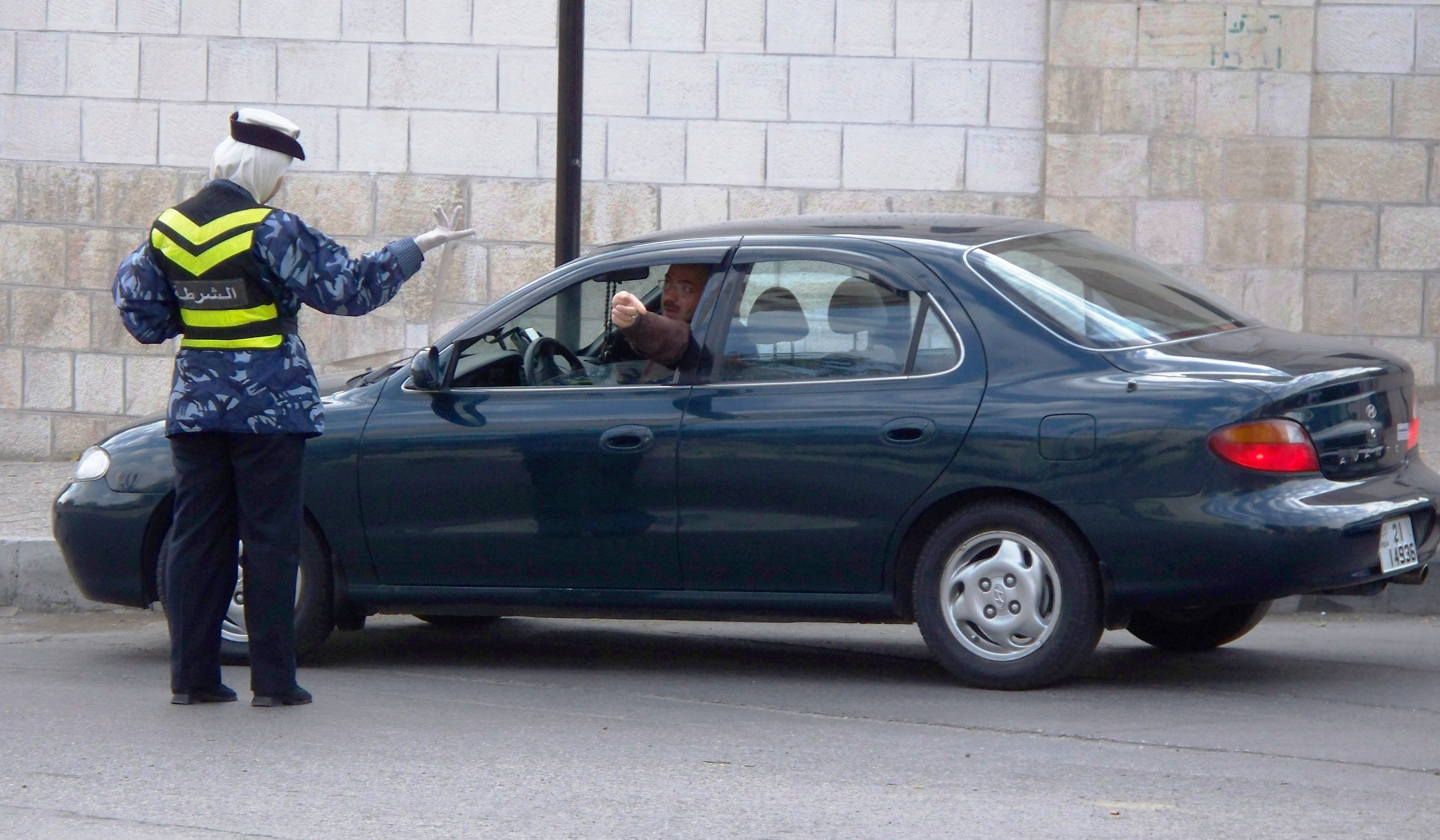
شرطة السير النسائية في عمان

السلطة التنفيذية أو الحكومة هي أحد السلطات الثلاث للأمة الأردنية، حيث السلطتان الأخرى ان هما: السلطة القضائية والسلطة التشريعية. تضم السلطة التنفيذية رئيس الحكومة ووزراءه ومستشاريه ورؤساء الأجهزة المختلفة التابعة لها. وفق النظام السياسي الأردني تناط السلطة التنفيذية بالملك، الذي يتولاها بواسطة وزرائه ووفقاً لأحكام الدستور الأردني. تنفيذ القانون من اختصاص الأمن العام. الشرطة الأردنية، تابعة لمديرية الأمن العام التابعة لوزارة الداخلية.